# 富山県道222号清水小滝谷線
富山県道222号清水小滝谷線（とやまけんどう222ごう しょうずこたきたにせん）は富山県富山市内を通る一般県道である。

## 概要

### 路線データ
- 起点：富山県富山市山田清水字大谷（富山県道25号砺波細入線交点）
- 終点：富山県富山市婦中町外輪野字小滝谷（富山県道59号富山庄川線交点）
- 実延長：5,007m

## 沿革
- 1960年（昭和35年）4月23日 - 認定[1]

## 地理

### 通過する自治体
- 富山県
  - 富山市

### 接続する道路
- 富山県道25号砺波細入線（起点：富山市山田清水字大谷）
- 富山県道133号山田砺波線（富山市山田沼又 - 富山市婦中町大瀬谷で重複）
- 富山県道59号富山庄川線（終点：富山市婦中町外輪野字小滝谷）

### 周辺
- 富山市立音川小学校